# Elkton (Tennessee)
Elkton é uma cidade localizada no estado norte-americano de Tennessee, no Condado de Giles.

## Demografia
Segundo o censo norte-americano de 2000, a sua população era de 510 habitantes.
Em 2006, foi estimada uma população de 501, um decréscimo de 9 (-1.8%).

## Geografia
De acordo com o United States Census Bureau tem uma área de
3,9 km², dos quais 3,9 km² cobertos por terra e 0,0 km² cobertos por água. Elkton localiza-se a aproximadamente 193 m acima do nível do mar.

## Localidades na vizinhança
O diagrama seguinte representa as localidades num raio de 24 km ao redor de Elkton.